# 釧路濕原國立公園

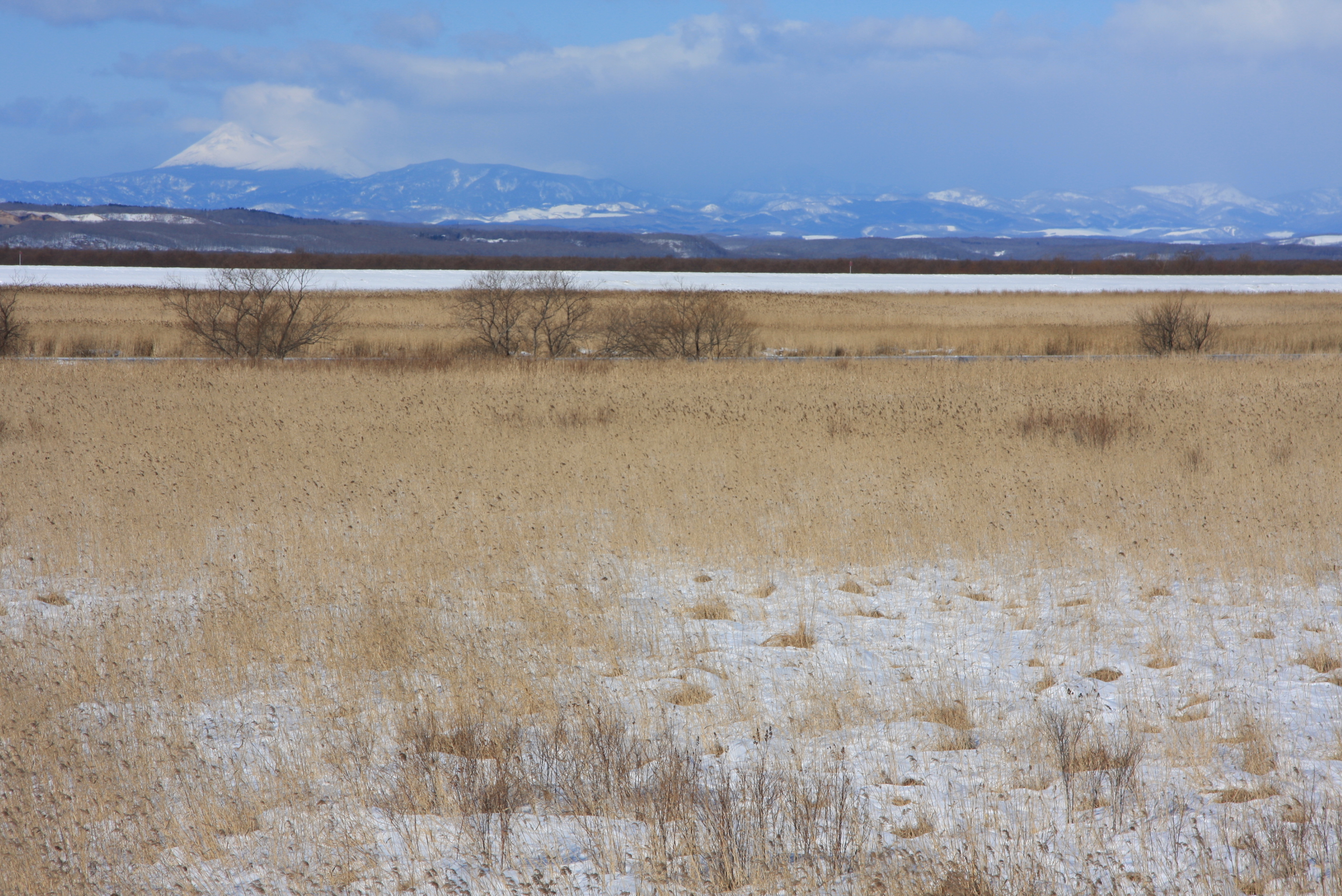
冬季的釧路濕原（2013年1月）

釧路濕原國立公園（日语：／ Kushiro-Shitsugen Kokuritsu Kōen）為日本北海道道東的國立公園，面積28788公頃。於1987年7月31日成為國立公園，為日本第28個國立公園。
釧路濕原是日本最大的濕原，在1967年已被列為自然保護區，1980年列入濕地公約國際重要濕地名錄。

## 概要
釧路濕原國立公園以北海道東部釧路川的日本最大濕原釧路濕原為中心，有丹頂鶴等水鳥與眾多野生動物棲息。釧路濕原在1967年（昭和42年）登錄為國家天然紀念物，1980年（昭和55年）成為日本第一座拉姆薩公約登錄濕地，1987年（昭和62年）成為日本第28座國立公園。
公園東部有三座海跡湖（塘路湖、シラルトロ沼、達古武湖）。

## 歷史
- 1924年（大正13年）：釧路濕原在明治時代末期發現十多隻被認為已滅絕的丹頂鶴。
- 1935年（昭和10年）：以「釧路丹頂鶴繁殖地」指定為國家天然紀念物。之後陸續改名為「釧路丹頂鶴及其繁殖地」、「釧路濕原」並擴大面積。
- 1979年（昭和54年）：天然紀念物「釧路濕原」設定為「國設久著呂太鳥獸保護區」。之後更名為「國設釧路濕原鳥獸保護區」並變更面積。
- 1980年（昭和55年）：釧路濕原指定為「拉姆薩公約登錄濕地」。
- 1987年（昭和62年）：釧路濕原與其周邊指定為「國立公園」。
- 1992年（平成04年）：溫根內旅客中心開館。
- 1995年（平成07年）：設立釧路國際濕地中心[7]。
- 1997年（平成09年）：成立釧路濕原國立公園連絡協議會。塘路湖生態博物館中心開館。
- 2006年（平成18年）：シラルトロ自然情報館開幕。

## 景點
- 釧路市濕原展望台
- 溫根內木道
- 吉良古丹岬（キラコタン岬）
- 骨多呂（コッタロ）濕原展望台
- 細岡展望台
- 夢丘展望台
- サルボ展望台・サルルン展望台
- 塘路湖畔步道

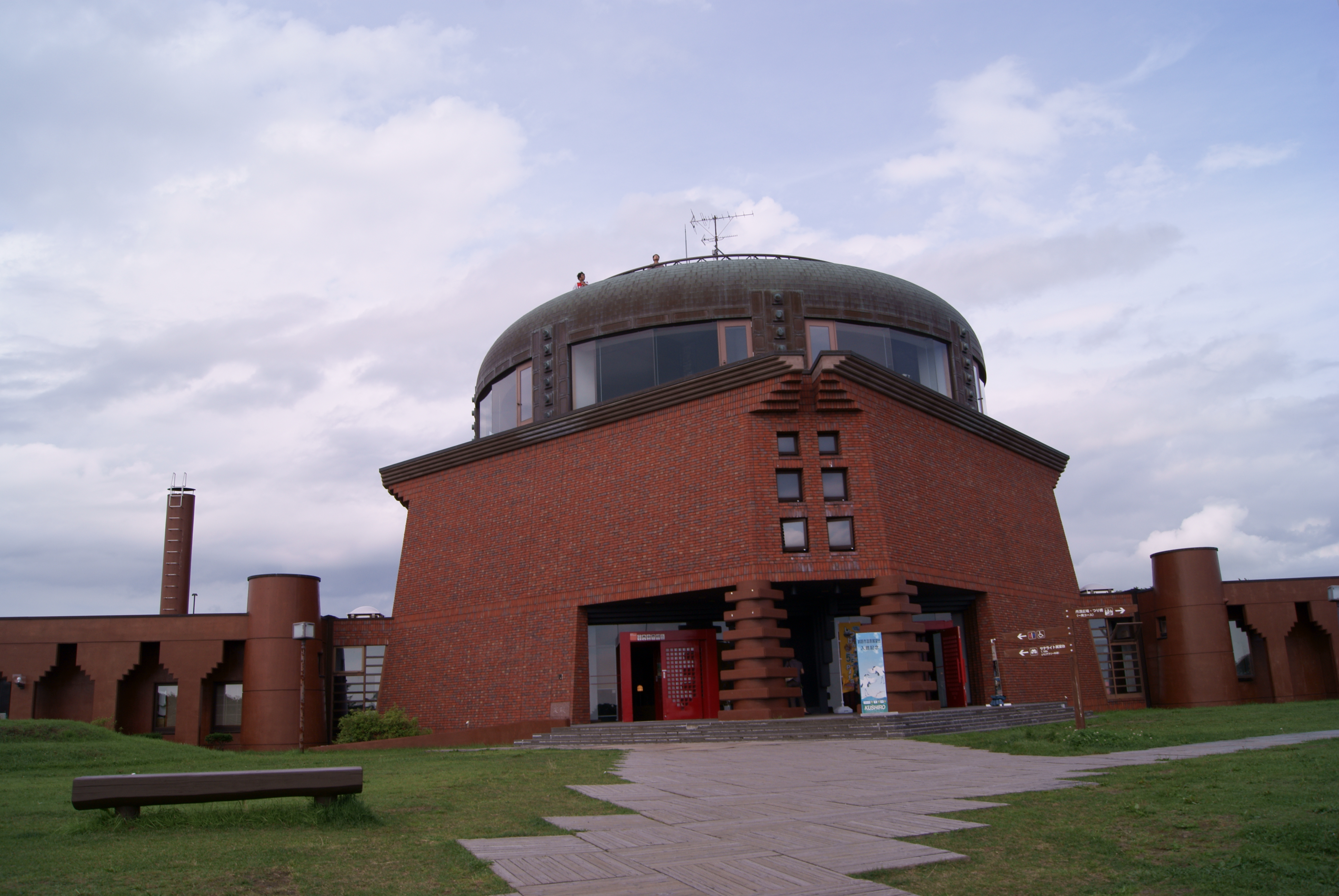
釧路市濕原展望台（2010年8月）
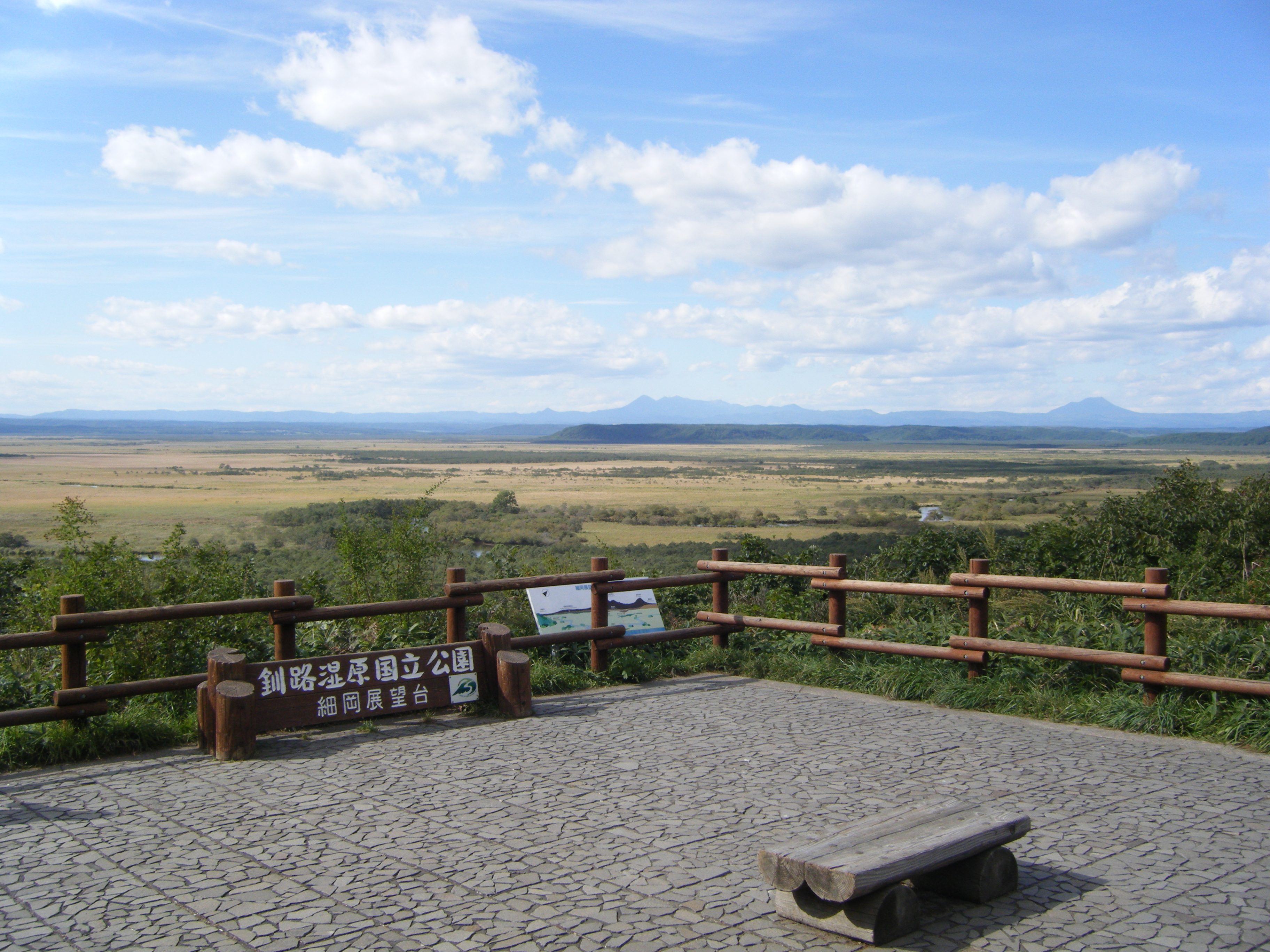
細岡展望台（2008年9月）
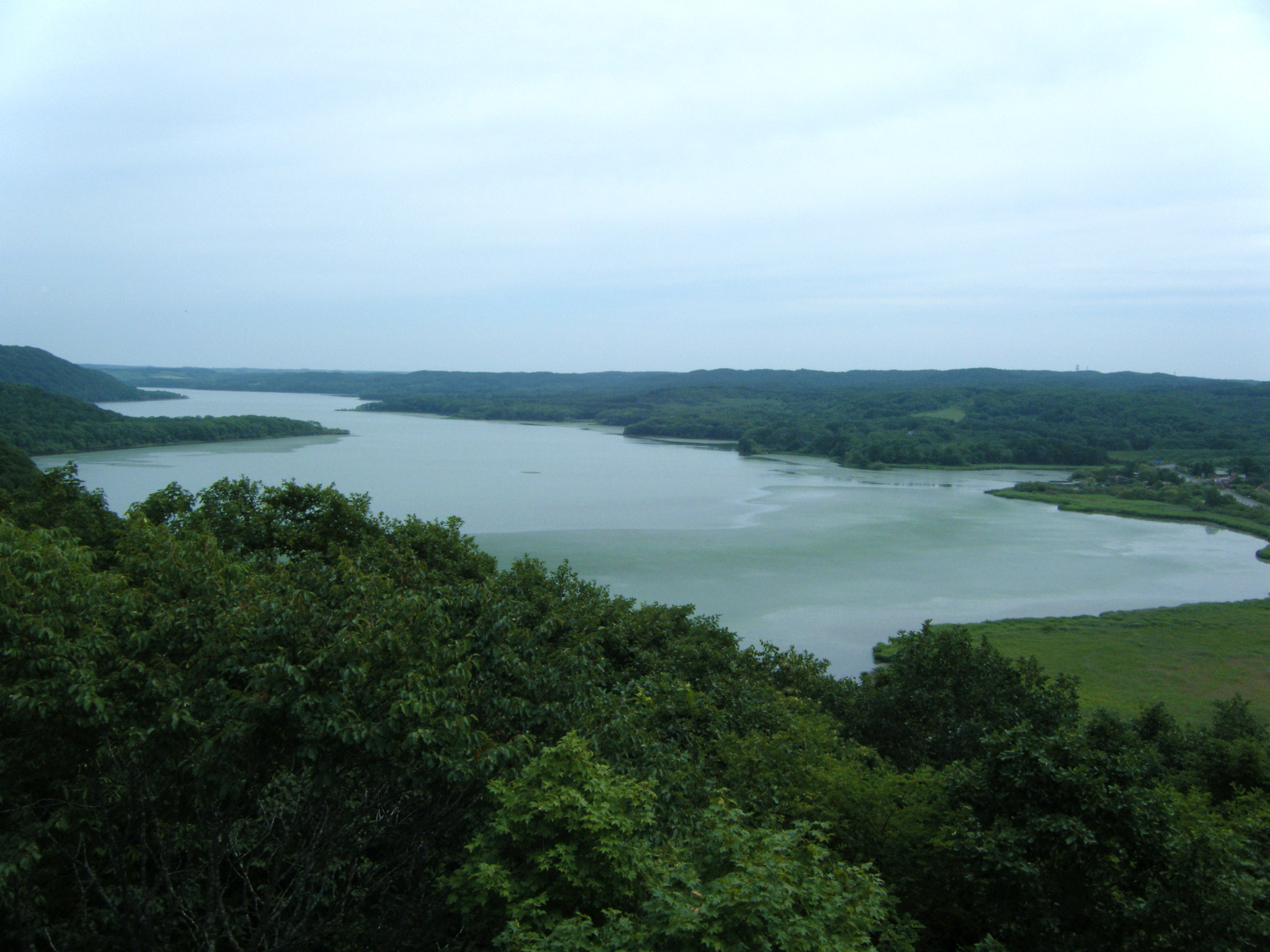
サルボ展望台眺望塘路湖（2008年8月）

## 集團設施地區、遊客中心
| 地區名 | 面積   | 所在地             | 使用人數（人） |
| ------ | ------ | ------------------ | -------------- |
| 塘路   | 16.3ha | 北海道川上郡標茶町 | 10,000         |

| 設施名                           | 設置者 | 所在地                               | 使用人數（人） |
| -------------------------------- | ------ | ------------------------------------ | -------------- |
| 溫根內遊客中心                   | 環境省 | 北海道阿寒郡鶴居村溫根內             | 68,542         |
| 塘路湖生態博物館中心             | 環境省 | 北海道川上郡標茶町塘路原野           | 10,396         |
| 釧路濕原野生生物保護中心         | 環境省 | 北海道釧路市北斗2-2101               | 8,557          |
| シラルトロ自然情報館（無人設施） | 環境省 | 川上郡標茶町字骨多呂（コッタロ）原野 | -              |